# ウィルコール
ウィルコール（ウィル・コール、will call）とは、既に代金の一部または全額を支払っている予約済みチケットを受け取ることのできる窓口のことであり、そういったチケット受け取りシステム自体をも指す。こうしたチケットは、インターネット上における電子商取引を用いて予約・支払がなされることが多い。アメリカで広く普及しており、各種スポーツの試合会場やコンサート会場にはウィルコールがしばしば設置されている。

## 語源
英語のcallには「訪ねる、立ち寄る」という意味があり、「（予約した客が窓口に）後で立ち寄ることになる」というところから来ている。